# Belleair (Florida)
Belleair ist eine Stadt im Pinellas County im US-Bundesstaat Florida. Das U.S. Census Bureau hat bei der Volkszählung 2020 eine Einwohnerzahl von 4.273 ermittelt.

## Geographie
Belleair liegt am Gulf Intracoastal Waterway und grenzt direkt an die Städte Largo, Belleair Bluffs und Clearwater. Auf der gegenüberliegenden Barriereinsel befindet sich Belleair Beach. Die Stadt liegt etwa 30 km westlich von Tampa.

## Demographische Daten
Laut der Volkszählung 2010 verteilten sich die damaligen 3869 Einwohner auf 2323 Haushalte. Die Bevölkerungsdichte lag bei 841,1 Einw./km². 96,0 % der Bevölkerung bezeichneten sich als Weiße, 0,8 % als Afroamerikaner, 0,2 % als Indianer und 1,6 % als Asian Americans. 0,5 % gaben die Angehörigkeit zu einer anderen Ethnie und 0,9 % zu mehreren Ethnien an. 3,3 % der Bevölkerung bestand aus Hispanics oder Latinos.
Im Jahr 2010 lebten in 18,4 % aller Haushalte Kinder unter 18 Jahren sowie 46,5 % aller Haushalte Personen mit mindestens 65 Jahren. 60,0 % der Haushalte waren Familienhaushalte (bestehend aus verheirateten Paaren mit oder ohne Nachkommen bzw. einem Elternteil mit Nachkomme). Die durchschnittliche Größe eines Haushalts lag bei 2,06 Personen und die durchschnittliche Familiengröße bei 2,65 Personen.
17,0 % der Bevölkerung waren jünger als 20 Jahre, 10,2 % waren 20 bis 39 Jahre alt, 31,1 % waren 40 bis 59 Jahre alt und 41,6 % waren mindestens 60 Jahre alt. Das mittlere Alter betrug 55 Jahre. 46,4 % der Bevölkerung waren männlich und 53,6 % weiblich.
Das durchschnittliche Jahreseinkommen lag bei 70.179 $, dabei lebten 3,6 % der Bevölkerung unter der Armutsgrenze.
Im Jahr 2000 war englisch die Muttersprache von 93,82 % der Bevölkerung, spanisch sprachen 2,96 % und 3,22 % hatten eine andere Muttersprache.

## Sehenswürdigkeiten
Am 6. Mai 1994 wurde die Old Belleair Town Hall in das National Register of Historic Places eingetragen.

## Verkehr
Der nächste Flughafen ist der St. Petersburg-Clearwater International Airport (rund 10 km östlich).

## Kriminalität
Die Kriminalitätsrate lag im Jahr 2010 mit 67 Punkten (US-Durchschnitt: 266 Punkte) im niedrigen Bereich. Es gab eine Körperverletzung, zehn Einbrüche, 39 Diebstähle und zwei Autodiebstähle.